# Mank Muern
Mank Muern (plattdeutsch für Zwischen Mauern) ist der erste Gedichtband von Hermann Claudius. Er erschien im Jahr 1912. Das Werk war zunächst mit „Grotstadtleeder“ untertitelt, spätere Ausgaben dann mit „Ein niederdeutsches Gedichtbuch“ (1934) oder „Gedichte in plattdeutscher Sprache“ (1953).
Der Band beschreibt das zeitgenössische Leben in der Großstadt, besonders das der Arbeiter im Hafen und in den Fabriken. Der soziale Ansatz der Lyrik und die Beschreibung der Großstadtwelt gilt als „bahnbrechende Leistung“ in der niederdeutschen Mundartdichtung, führte allerdings nicht zu einer direkten Nachfolge weiterer ähnlichgelagerter Werke. Auch ist man sich uneinig darüber, ob sozialkritischer Naturalismus in dem Werk zum Ausdruck kommt. Die Gedichte wirken oft vielmehr aus der Haltung eines befremdeten Unbeteiligten heraus geschrieben. Unbestritten ist heute jedoch, dass Mank Muern so wie es in Form und Inhalt die Ruhelosigkeit des Vorkriegshamburgs beschreibt zu den Höhepunkten plattdeutscher Lyrik zu zählen ist.

## Wirkung
Obwohl neuartig und sehr beachtet ist eine unmittelbare Wirkung des Bandes auf die niederdeutsche Literatur nicht auszumachen.
Mit Plattdüütsch Leed vertonte den Band dann Anfang der 1980er Jahre eine moderne Folkband. 1982 erschien eine Langspielplatte mit der Ohnsorg-Schauspielerin Edda Loges wie auch ein Notenbuch unter dem Titel Mank Muern.